# Конкретная жертва
«Конкретная жертва»  (англ. A Certain Sacrifice) — американский любительский фильм-драма режиссёра и соавтора сценария Стивена Джона Левицки. В главных ролях снялись Мадонна, Джереми Патнош и Чарльз Кёртц. Первый фильм Мадонны, снятый в сентябре 1979 года и вышедший в свет только в 1985 году.
Картина является примером «чудаковатого» независимого кино. Фильм с бюджетом $20 000 был снят в Нью-Йорке за два года с длительными перерывами между съёмками. Мадонна закончила съёмки осенью 1980 года. Почти вся съёмочная группа работала бесплатно.

## Сюжет
Мадонна сыграла роль жестокой Бруны, жительницы нью-йоркского района Нижний Ист-Сайд, которая живёт с тремя «рабами любви» (мужчина, женщина, трансвестит). Бруна встречает Дашелла — в фонтане, расположенном в Вашингтон-Сквер-паркe, — и ребята мгновенно влюбляются. Бруна сообщает своим «рабам», что она в них больше не нуждается. Они нападают. Позже на Бруну нападает и насилует в туалете её давний друг Реймонд Холл. Чтобы отомстить, Бруна уговаривает своих бывших «рабов» и Дашелла похитить насильника. Они наряжаются как проститутки и приводят его к театру, где совершают жертвоприношение. Позже Дашелл картинно вытирает кровь Реймонда с тела Бруны.

## Съёмки
Несмотря на то, что позже Мадонна сожалела о съёмках в фильме, Левицки остался доволен будущей звездой. Он часто повторял, как «открыл» Мадонну и удивился тому, что она написала трёхстраничное письмо с просьбой о роли, за которую даже не предлагалось денег. Ей заплатили только $100, и то, потому что их ей не хватало для оплаты аренды квартиры, и Левицки решил помочь.
Актёр Джереми Патнош (Jeremy Pattnosh) написал для фильма и исполнил несколько песен, в том числе «Certain Sacrifice» и «Screamin' Demon Lover».

## Релиз
В 1985 году «Конкретная жертва»  вышла на видео, так как можно было подзаработать на славе Мадонны. В 1986 году показывали в кинотеатрах на ночных сеансах. Мадонна попыталась купить права у режиссёра за  $5 000, но он отказался. Тогда она попыталась запретить показ фильма через суд. Стивен Левицки пригласил её на просмотр, и Мадонне не понравился результат. По словам Левицки, у неё на лице было выражение ужаса и она выбежала из квартиры с криком «Fuck you».
В начале августа Los Angeles Times распространила информацию, что любительский фильм «Конкретная жертва» (1979) с участием артистки является порнографическим, что сразу подхватили другие издания. Только в октябре LA Times неохотно написала опровержение, что к «разочарованию поклонников» Мадонна не является бывшей порнозвездой.